# Troma Entertainment
Troma Entertainment, Inc. ist eine amerikanische Independent-Filmproduktionsfirma, die 1974 von Lloyd Kaufman und Michael Herz gegründet wurde. Zu Beginn wurden einige Sex-Klamotten gedreht. Mit der Übernahme der Vermarktung von Blood Sucking Freaks konzentriert sich Troma auf Filme, die meist eine möglichst drastische Darstellung von Gewalt, verbunden mit Horror-Elementen und derbem Humor, zum Thema haben (Trash-Horror, Splatter, Exploitation). Ihre billig produzierten Filme (Low-Budget-Film), die selten von der etablierten Fachpresse anerkannt werden, genießen jedoch in einem breiten Fankreis Kultstatus. Ihr wohl berühmtester Film, Atomic Hero (The Toxic Avenger), wurde unter anderem von Peter Jackson, Quentin Tarantino und Takashi Miike als einer ihrer größten Einflüsse bezeichnet.
Troma-Filme waren auch oft der Beginn großer Filmkarrieren, zum Beispiel für Kevin Costner (Sizzle Beach USA), Marisa Tomei (The Toxic Avenger), Billy Bob Thornton (Zombie Town) und Samuel L. Jackson (Def by Temptation). In den Vereinigten Staaten ist Troma Entertainment der Vertrieb des deutschen Spielfilms Kondom des Grauens von 1996, der in den USA den Namen Killer Condom trägt.
2012 veröffentlichte Troma 150 seiner Produktionen auf dem Online-Videoportal YouTube.
In Bezug auf das häufig abschätzig betrachtete Horrorfilm-Genre erklärte Firmengründer Lloyd Kaufman im Dokumentarfilm In Search of Darkness von 2019: „Das Problem heutzutage liegt darin, dass man allen Leuten gleichzeitig gefallen möchte. Dann kommt nur Babybrei heraus. Man kann ihn essen, aber er ist langweilig. Troma ist die Chilischote auf der kulturellen Pizza und es gibt eine Menge Leute, die Chilischoten auf ihrer kulturellen Pizza haben wollen.“
Tromas Hauptsitz befindet sich in der 733 Ninth Avenue, im Herzen von Hell’s Kitchen in New York City.

## Filmografie (Auswahl)
- Pigs (Daddy's Deadly Darling) 1972
- Bloodsucking Freaks, 1976
- Hot Balls (Squeeze Play!), 1979
- Die Chaotenkneipe (Waitress!), 1981
- Das hält man doch im Kopf nicht aus, alt.: Brust oder Schenkel (Stuck on You!), 1982
- Die große Anmache (The First Turn On!), 1983
- Kinder des Todes (The Children), 1980
- Teuflische Weihnachten (Christmas Evil, alt.: You Better Watch Out), 1980
- Muttertag (Mother's Day), 1980
- Graduation Day, 1981
- Nightbeast – Terror aus dem Weltall (Nightbeast), 1982
- Curse of the Cannibal Confederates, 1982
- The Horror Star (Frightmare), 1983
- Atomic Hero (The Toxic Avenger) 1984
- Insel des Terrors (Zombie Island Massacre), 1984
- Class of Nuke ’Em High, 1986
- Surf Nazis Must Die, 1986
- Leichen an der Angel (Blood Hook), 1986
- Combat Shock, 1986
- Überfall im Wandschrank (Monster in the Closet), 1986
- Lust for Freedom, 1987
- Deadly Daphne's Revenge, 1987
- Redneck Zombies, 1987
- Club War (Troma’s War), 1988
- Evil Clutch – Die Rückkehr der Dämonen (Evil Clutch), 1988
- Luther the Geek, 1989
- Festung Amerikkka (Fortress of Amerikkka), 1989
- Zombie Town (Chopper Chicks in Zombietown), 1989
- Hexenhaus – Blut für die Zombies (Dead Dudes in the House), 1989
- Beware: Children at Play, 1989
- Rabid Grannies, 1989
- They Call Me Macho Woman, 1989
- Video Demons Do Psychotown, 1989
- Dialing for Dingbats, 1989
- Atomic Hero 2 (The Toxic Avenger Part II), 1989
- Toxie’s letzte Schlacht (The Toxic Avenger Part III), 1989
- Sgt. Kabukiman, N.Y.P.D., 1990
- Vampire in New York (Def by Temptation), 1990
- A Nymphoid Barbarian in Dinosaur Hell, 1990
- Wahnsinns-Trip – Class of Nuke ’Em High 2 (Class of Nuke ’Em High 2: Subhumanoid Meltdown), 1990
- Teenage Catgirls in Heat, 1993
- Class of Nuke 'Em High 3 – Zwei verstrahlte Halunken (Class of Nuke ’Em High 3: The Good, The Bad and the Subhumanoid), 1994
- Frostbiter – Der Fluch des Wendigo (Frostbiter: Wrath of the Wendigo), 1995
- Hilfe, meine Frau ist ein Saurier! (Pterodactyl Woman from Beverly Hills), 1996
- Tromeo & Julia (Tromeo and Juliet), 1996
- Cannibal! The Musical, 1996
- Schrei lauter!!! (Decampitated), 1998
- Terror Firmer, 1999
- Atomic Hero 4 (Citizen Toxie: The Toxic Avenger Part IV), 2000
- Tales from the Crapper, 2004
- Poultrygeist: Night of the Chicken Dead, 2006
- Attack of the Tromaggot, 2010 (Deutschland)
- The Taint, 2010
- Father’s Day, 2011
- Return to Nuke 'Em High Volume 1, 2013
- Return to Return to Nuke 'Em High AKA Volume 2, 2017
- NUTSHOT, 2019
- Shakespeare’s Shitstorm, 2020
- The Toxic Avenger (reboot), 2023